# 橋本奈穂子
橋本 奈穂子（はしもと なおこ、1980年8月5日 - ）は、NHKのアナウンサー。

## 来歴
滋賀県伊香郡木之本町 （現在の長浜市）出身。滋賀県立虎姫高等学校、明治学院大学法学部政治学科卒業。2003年にNHKに入局。初任地の金沢局・名古屋の両局で地上デジタル放送推進大使を務めた。
2010年に東京（NHK放送センター）に異動。荒木美和の後任として2011年からShibuya Deep Aの進行役を1年務め、2012年からは平日最終版の報道番組『NEWS WEB 24』のキャスターを務め好評を博す。また、2011年から2013年にかけて「NHK紅白歌合戦」のラジオ放送の進行役を務めている。
2014年度からは『首都圏ネットワーク』のキャスターを2年務めた後、2016年度は生放送の音楽番組『うたコン』の司会を谷原章介と共に務めると共に、週末夜の報道番組『NHKニュース7』（土日及び祝日担当）のサブキャスターを務めた。また、NHK受信料のPR企画であるミニ番組「受信寮」に「2代目寮母」で出演した。「2代目寮母」として「第八話 ワクワク 編」、「第九話 まぁーるくおさめまっせ 編」、「第十話 スポーツを身近に 編」に出演していた。2016年度まではそれぞれ「30秒編」と「60秒編」の映像がNHKのホームページ内の「受信寮の人々」のページに公開されていた。
2016年度末をもって全てのレギュラー番組を一旦降板した。2016年に結婚しており、2017年4月から休職して海外赴任の夫に同行するため、と報じられている。なお、NHKの広報動画集には、橋本が出演している経営情報スポットが引き続き掲載されている。
2019年6月で復職し、あさイチのリポーターを年度末まで務めた。2020年度は宇都宮放送局に異動。

## 人物
和菓子、いちじく、チョコレートを好む。
中学校・高校と吹奏楽部に所属しており、サックスを担当していた。絶対音感がある。
進路選択やアナウンサーを志した理由やきっかけについても音楽が関係しており、「大好きな音楽、プレイヤーとしては生活していけないという現実と、アナウンサーなどマスメディアに関われば音楽に関する仕事ができるかもしれないという期待から、大学ではマスメディア論も学ぶことができる政治学を専攻しました。職業としての魅力を感じてアナウンサーを志すようになったのは、大学3年生の時、アルバイト先の選挙事務所で見たアナウンサーの的確な中継ぶりがきっかけでした」と述べている。
生放送のニュース番組を乗り切るための反射神経には定評がある。NHKのバラエティー番組「Shibuya Deep A」で共演した田村淳やケンドーコバヤシに対して「芸人さんたちがいかに私のことを考えて行動してくれていたのか、今ならよく分かります」と感謝の念を朝日新聞のインタビューで口にしている。
趣味は、音楽鑑賞（JAZZ）、舞台鑑賞、お笑い鑑賞、鉄道・バス旅行など。時刻表を見ながらバーチャル旅行プランを立てることを好んでいることを明かしている。プロ野球は東京ヤクルトスワローズのファン。
モットーは「明るく楽しく元気よく」「感謝の気持ちを大切に」。アナウンサーの仕事については「アナウンサーというと、華やかな世界で、スタジオで原稿を読んでいるだけに思われがちですが、実はそうではなくて、自分で取材にも行くのです」「逆に、スタジオで原稿を読むときは、ディレクターなどのスタッフが取材してきた内容を活かすも殺すも読み手の私なのだと、物凄くプレッシャーを感じます」と述べている。
人気俳優らと二人でテレビ番組の司会を務めたことでも話題になった。特に2016年度は「うたコン」（（原則）毎週火曜日に生放送）では谷原章介と共に、また単発のクイズ番組「戦国のへ～ほ～ 素朴な疑問を解決!」（2017年1月3日放送）では沢村一樹と共に司会を務めている。
2017年の各番組降板に際しては、『うたコン』のブログに「今日の放送をもちまして、うたコンを卒業いたしました」「音楽が大好きな私、毎週、歌手のみなさまの素晴らしい歌をお届けするこの仕事が楽しくて仕方ありませんでした」「この1年間出演してくださった歌手の皆さま、司会の谷原さん、見てくださっている皆様、そしてスタッフに出会えたこと 私にとってとてもとても大切な宝物です」「またお目にかかれますよう、日々精進します！ これからもよろしくお願いいたします♪」などとメッセージを残している。

2025年1月18日NHK‐BS放送の「歌える!青春のベストヒット!～昭和が僕らの青春だった～」でピンク・レディー・ケイと「UFO」の歌唱と振付を披露した。

## 担当番組
太字は出演中

### 金沢放送局時代
- 石川県のニュース・中継・リポート
- ニューヨークまるごと72時間
- デジタル百万石（石井かおるの代役・不定期）

### 名古屋放送局時代（ - 2009年度）
- 東海3県・東海北陸のニュース・中継・リポート
- 第11回熱血!オヤジバトル（2007年11月23日）
- これこそ!わが町 元気魂（2008年1月2日）
- ウイークエンド中部（森山春香の大けがによる代役・2008年1月中旬 - 3月中旬 隔週交替）
- ほっとイブニング（小林千恵の代役・不定期）
- めざせ!会社の星（2008年4月 - 2010年3月）
- 芸能花舞台「尾張の芸能」（2009年12月17日）

### 東京アナウンス室時代（2010年度 - 2019年度）[15]
- 2010 FIFAワールドカップ・南アフリカ大会（2010年6月） - 鳥海貴樹アナと共にスタジオ進行
- 新感覚ゲーム クエスタ
- 芸術劇場（第5週司会）
- 新春TV放談 第3回 第4回（2011年1月2日、2012年1月2日） - 司会
- J-POP青春の'80（BSプレミアム、2011年4月7日 - 9月29日） - 大友康平と共に司会
- Shibuya Deep A（2011年4月 - 2012年3月） - 進行
- BSベストスポーツ（BS1、2011年4月 - 2012年3月） - 司会
- すイエんサー（Eテレ、2011年4月 - 2012年3月） - ナレーション
- 第62回NHK紅白歌合戦（ラジオ第1、2011年12月31日） - 小松宏司と共にラジオ中継
- NEWS WEB 24（2012年1月12日） - 司会
- NEWS WEB[9]（2012年4月 - 2014年3月） - キャスター
- 第63回NHK紅白歌合戦（ラジオ第1、2012年12月31日） - 青井実と共にラジオ中継
- 第64回NHK紅白歌合戦（総合・副音声、2013年12月31日） - テリー伊藤と共に副音声「紅白ウラトークチャンネル」
- NHKスペシャル 「福島第1原発事故 メルトダウン、知られざる大量放出」（2014年12月21日） - 進行
- 首都圏ネットワーク（2014年3月31日 - 2016年4月1日） - メインキャスター
- もうすぐ9時プレマップ・週末プレマップ（2014年3月31日 - 2016年4月2日）
- ＮＨＫスペシャル シリーズ古代遺跡透視「プロローグ 大ピラミッド 永遠の謎に挑む」（2016年5月1日） - 武田真一と共に司会
- 参院選2016 列島ドキュメント（2016年7月11日）
- ことば力アップ ことばエッセー 放送の現場から 「つながりを大切に～ニュースのキャスターとして」[16]（ラジオ第2、2016年7月30日）
- アートで体感!宇宙トラベラー（2016年9月19日） - ナレーション
- Road to 紅白 「紅白ニュース」（2016年12月20日、2016年12月21日、2016年12月23日、2016年12月26日、2016年12月27日）
- Road to 紅白 スペシャル（2016年12月29日）
- Road to 紅白 「直前スペシャル（2016年12月31日）
- ワイルドライフスペシャル「ゾウの川渡り 札幌リスの冬じたく 緑の森に命が輝く」[17]（BSプレミアム、2016年12月26日。2017年10月11日（再放送））
- 戦国のへ～ほ～ 素朴な疑問を解決！（2017年1月3日） - 沢村一樹と共に司会
- NHKニュース7（土曜・日曜・祝日）サブキャスター（2016年4月9日 - 2017年4月2日）
- うたコン 司会進行（2016年4月12日 - 2017年3月28日）
- ジセダイの逸材（インターネットラジオのNHKネットラジオおよびNHKラジオ第1、2014年4月 - ・不定期）-臥雲義尚と共にキャスター
- 受信寮の人々 - 2代目寮母さん
- ニュース845（祝日）キャスター（2016年11月23日 - 2017年4月） - 森田洋平とともにキャスター
- 第67回NHK紅白歌合戦 紅白ウラトーク担当（2016年12月31日）
- アナウンサーのディープな夜「時刻表で妄想旅行」（2017年4月24日（月）PM8:05 - PM8:55、NHKラジオ第1、番組ホームページ - ウェイバックマシン（2016年8月19日アーカイブ分））
- 第55回歌謡チャリティーコンサート（2017年5月2日（火）PM7:30 - PM8:43、NHK総合テレビ。郡山市民文化センター（福島県郡山市）で2017年4月14日に収録）[18]
- 「ニッポンの里山 ふるさとの絶景に出会う旅」（NHK BSプレミアム）ナレーション - 担当分の放送は2013年から
  - 2017年の再放送
    - 「トミヨがすむ町の川 石川県白山市」2017/11/9（木）
    - 「しな布が育むサシバの森 新潟県村上市」2017/11/10（金）
    - 「緑の繭が生まれる森 群馬県中之条町」2017/11/11（土）
    - 「クロマツが守るコンブの浜 青森県東通村」2017/11/14（火）
    - 「漁師が守る海辺の森 京都府伊根町」2017/11/15（水）
    - 「牛と虫たちが育むノシバの草原 島根県」2017/11/16(木）
    - 「ヤマネコを育む田んぼ 長崎県対馬市」2017/11/17（金）
    - 「ホタルが瞬く石垣の棚田 佐賀県唐津市」2017/11/21（火）
    - 「稲作の暦になるサクラ 福島県田村市」2017/11/23（木）
    - 「大地を守るアテの森 石川県輪島市」2017/11/24（金）
    - 「清流魚と暮らすまちの湧き水 秋田県美郷町」2017/11/29（水）
    - 「野花がよみがえる寺の森 岩手県一関市」2017/11/30（木）
    - 「命がつながる落花生の畑 千葉県八街市」2017/12/1（金）
    - 「トンボ舞い飛ぶ天空の里 奈良県十津川村」2017/12/2（土）
    - 「雪国の暮らしが育む森 富山県南砺市」2017/12/5（火）
    - 「サケがのぼる里の川 山形県遊佐町」2017/12/12（火）
    - 「野鳥が集まるウルシの畑 茨城県大子町」2017/12/13（水）
    - 「生きものたちが集まるノリの畑 三重県志摩市」2017/12/14（木）
    - 「野鳥が集まる茶畑 京都府宇治田原町」2017/12/15（金）
- あさイチ（2019年5月30日 - 2020年2月12日） - リポーター
- 趣味どきっ!（水曜放送シリーズ）もっと知りたい!つくりたい！パンのある幸せ（語り）（2019年6月5日 - ）

### 宇都宮放送局時代（2020年度 - ）
- とちぎ630（キャスター・2020年6月8日 - 、2022年9月8日 - ）[19]
- 歌える!青春のベストヒット!～昭和が僕らの青春だった～#6（NHK-BS、2024年6月22日、2025年1月18日） - 女将（司会）